# Frank Aaen
Frank Aaen (sinh ngày 25 tháng 7 năm 1951, tại Nørresundby) là một nhà kinh tế học Đan Mạch và là thành viên của Quốc hội (Folketing) cho Enhedslisten. Vào ngày 15 tháng 3 năm 2006, ông bị chứng huyết khối nhưng đã trở lại Folketing vào tháng Tư.
Frank Aaen là một nhà kinh tế học có trình độ học vấn và có bằng thạc sĩ kinh tế tại Đại học Aalborg mà ông nhận được vào năm 1985.

## Sự nghiệp chính trị
Aaen là thành viên quốc hội từ năm 1994 đến năm 2001 và năm 2005 đến năm 2015. Ông là thành viên của đảng chính trị cánh tả Red-Green Alliance. Năm 2006, ông kêu gọi giam giữ Ngoại trưởng Israel Tzipi Livni trong chuyến công du của bà tới Đan Mạch với mục đích xác định tội danh của bà với tư cách là thành viên nội các Israel vì cáo buộc tội ác chiến tranh của Israel. Vào tháng 1 năm 2019, ông bị Kristian Jensen buộc tội lan truyền thông tin sai lệch liên quan đến việc bán công ty năng lượng Radius. Aaen khẳng định rằng công ty đang được bán với giá rẻ. Bộ Tài chính Đan Mạch đã hủy bỏ thương vụ mua bán với lý do thiếu sự ủng hộ chính trị.